# 10 Things I Hate About You (serie de televisión)

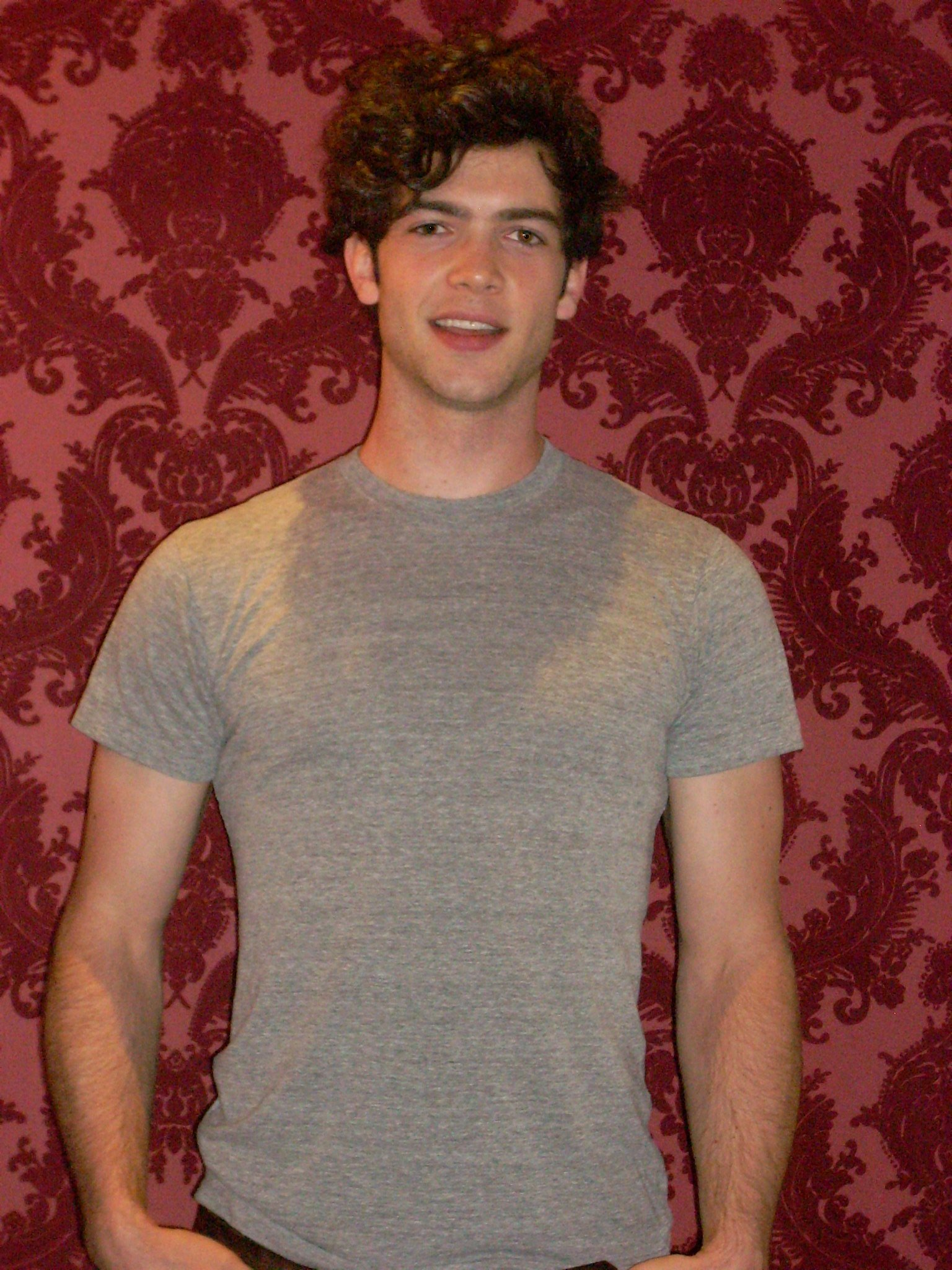
Ethan Peck en 2009

10 Things I Hate About You es una serie de televisión estadounidense emitida en la cadena ABC Family que se estrenó el 7 de julio de 2009. La serie fue creada por Carter Covington y está basada en la película homónima de 1999. Tras ser emitidos los diez primeros capítulos, el 11 de septiembre se anunció que se estaban filmando diez episodios más.
El 29 de abril de 2010, el creador y productor ejecutivo Carter Covington, anunció en Twitter que la serie había sido cancelada por las malas audiencias cosechadas en la segunda parte de la primera temporada. El último episodio fue emitido el 24 de mayo de 2010.

## Argumento
La serie trata de las hermanas Stratford, que se mudan a California para comenzar una nueva vida con su padre. Kat es una feminista que respeta las reglas; mientras que su hermana Bianca quiere llegar a ser la chica más popular de la escuela. El Dr. Walter es el padre sobreprotector de ambas chicas. En la escuela, Kat conoce a su mejor amiga Mandella, una chica que no tiene amigas y le gusta hacer grafitis. También conoce a Patrick, un chico problemático del que se enamora aunque le cueste reconocerlo. Mientras Bianca conoce a Cameron, que se convierte en su mejor amigo a pesar de que él se enamora de ella desde el primer instante que la ve. También intenta ser la mejor amiga de Chastity, la chica más popular y la hija del superintendente del colegio.

## Lista de episodios
| Capítulos | Título                                    | Estreno en Estados Unidos | Estreno en Hispanoamérica | Resumen |
| --------- | ----------------------------------------- | ------------------------- | ------------------------- | --- |
| 1         | Piloto                                    | 7 de julio de 2009        | 4 de mayo de 2010         | Surgen conflictos y rivalidad cuando dos hermanas, Kat que es una espiritud independiente y Bianca que es una trepadora social, comienzan a asistir a una nueva preparatoria.                |
| 2         | I Want You to Want Me                     | 14 de julio de 2009       | 11 de mayo de 2010        | Bianca continua intentando buscarle el lado bueno a Chastity, mientras que Kat tiene un admirador no deseado.                                                                                |
| 3         | Won't Get Fooled Again                    | 21 de julio de 2009       | 18 de mayo de 2010        | Bianca consigue la ayuda de Cameron para encontrar la ubicación de una fiesta, mientras que Kat usa una identificación falsa para entrar en un bar, para así poder pasar tiempo con Patrick. |
| 4         | Don't Give a Damn About My Bad Reputation | 28 de julio de 2009       | 25 de mayo de 2010        | Bianca intenta despojarse de su imagen de chica buena, mientras que Kat descubre algo que cambia su opinión sobre Patrick.                                                                   |
| 5         | Don't Give Up                             | 4 de agosto de 2009       | 1 de junio de 2010        | Chastity convence a Bianca de hacerse socia del laboratorio de Joey a cambio de un lugar en el equipo de porristas. Kat prueba una conversión biodiésel en su auto.                          |
| 6         | You Can't Always Get What You Want        | 11 de agosto de 2009      | 8 de junio de 2010        | Kat acusa a su maestro de inglés de inflar las calificaciones, mientras que Bianca y Dawn inician una serie web para que les ayude a solventar los caros gustos de Chastity.                 |
| 7         | Light My Fire'                            | 18 de agosto de 2009      | 15 de junio de 2010       | Tras de evacuar sus hogares por un incendio, Kat se comporta considerada con Patrick, mientras Chastity presiona a Bianca hasta el límite con sus exigencias.                                |
| 8         | Dance Little Sister                       | 25 de agosto de 2009      | 22 de junio de 2010       | Bianca arregla a Kat y Patrick de manera que pueda asistir a la escuela de danza también, pero cuando Bianca se resiste, Cameron intenta salvarle la noche.                                  |
| 9         | Fight for Your Right                      | 1 de septiembre de 2009   | 29 de junio de 2010       | A pesar de las reservas iniciales de Kat, Bianca hace una fiesta casera cuando Walter se va por el fin de semana.                                                                            |
| 10        | Don't Leave Me This Way                   | 8 de septiembre de 2009   | 6 de julio de 2010        | Kat protesta por la política del nuevo uniforme de la preparatoria Padua. Por otra parte a Cameron le cuesta superar a Bianca, quien se está escabullendo con Joey.                          |
| 11        | Da Reprecussions                          | 29 de marzo de 2010       | 13 de julio de 2010       | - |
| 12        | Don't Trust Me                            | 5 de abril de 2010        | 20 de julio de 2010       | - |
| 13        | Great Expectations                        | 12 de abril de 2010       | 27 de julio de 2010       | - |
| 14        | Meat is Murder                            | 19 de abril de 2010       | 3 de agosto de 2010       | - |
| 15        | The Winner Takes It All                   | 26 de abril de 2010       | 10 de agosto de 2010      | - |
| 16        | Too Much Information                      | 3 de mayo de 2010         | 17 de agosto de 2010      | - |
| 17        | Just One Kiss                             | 10 de mayo de 2010        | 24 de agosto de 2010      | - |
| 18        | Changes                                   | 17 de mayo de 2010        | 31 de agosto de 2010      | - |
| 19        | Ain't No Mountain High Enough             | 24 de mayo de 2010        | 7 de septiembre de 2010   | - |
| 20        | Revolution                                | 24 de mayo de 2010        | 14 de septiembre de 2010  | - |

## Reparto

### Principales
- Lindsey Shaw como Kat Stratford.
- Meaghan Martin como Bianca Stratford.
- Larry Miller como Dr. Walter Stratford.
- Ethan Peck como Patrick Verona.
- Nicholas Braun como Cameron James.
- Dana Davis como Chastity Church.

### Secundarios
- Chris Zylka como Joey Donner.
- David Krumholtz como Michael Bernstein.
- Ally Maki como Dawn.
- Jolene Purdy como Mandella.
- Suzy Nakamura como Principal Holland.
- Leslie Grossman como Ms. Darlene Tharpe.
- Barret Swatek como Ms. Somers.
- Jack Salvatore Jr. como Brad.
- Justin Lee como Charlie Woo.
- Cody McMains como Keith.
- Ashley Jackson como Tabitha Cook.
- Benjamin Stone como William "Blank" Blankenship.